# 케이엔솔
케이엔솔(K Ensol Co. Ltd.)은 대한민국의 클린룸 및 드라이룸 장비 기업이다. 본사는 충청북도 음성군 금왕읍 금율로30번길 32-10에 위치해 있으며 대표이사는 구자겸, 정우현이다.

## 역사
1989년 소음진동방지시설업을 사업 목적으로 설립되었다.

2020. 09. 24에 상장하였다
서브머(Submer)사와 협력해 한국 이머전쿨링시장에 진출하였다

## 같이 보기
- 엔브이에이치코리아
- 씨케이솔루션

## 참고문헌
1. ↑  "하반기 주식시장 흔든다"…AI 테마주 다음 타자는, 한국경제, 2024년 6월 10일
2. ↑  정우현 케이엔솔 대표, 칸, 2023-10-15
3. ↑  원방테크 IR자료 2020년[깨진 링크(과거 내용 찾기)]
4. ↑  한국IR협의회 기술분석보고서-원방테크, 2023년 1월 20일
5. ↑  박종선, 유진투자증권-케이엔솔
6. ↑  박정수, 케이엔솔, 엔비디아 액체냉각 도입에 세계 1위 업체 협력 부각, 이데일리, 2024년 8월 26일